# Malleus Maleficarum
Pour les articles homonymes, voir Le Marteau des sorcières.
Le Malleus Maleficarum (littéralement « le Marteau des sorcières », c’est-à-dire le marteau contre les sorcières), est un traité de démonologie des dominicains et inquisiteurs Henri Institoris et Jacques Sprenger, publié en Latin à Strasbourg en 1486 ou 1487,. Au moins 34 rééditions du livre sont recensées entre 1487 et 1669, période principale de la chasse aux sorcières. Des versions vernaculaires sont apparues dans toutes les principales langues européennes des décennies plus tard.
Il parait au début du phénomène de la chasse aux sorcières, qui touche la chrétienté occidentale surtout pendant les Temps modernes. En décembre 1484, le pape Innocent VIII publie la bulle Summis desiderantes affectibus, qui met en garde contre la sorcellerie, sujet que l'Église catholique ne considérait pas comme très important jusque là. Henri Institoris a auparavant tenté de lancer des procès en sorcellerie, notamment contre Helena Scheuberin à Innsbruck, mais sans succès.
La bulle pontificale le pousse à rédiger ce traité de lutte contre les sorcières, éventuellement assisté par Sprenger. L'ouvrage connaît un grand succès. Bien que rapidement condamné par de nombreux universitaires et membres du clergé, le Malleus est ensuite plusieurs fois réédité, aussi bien dans les pays catholiques que protestants après la Réforme.

## Les auteurs
Deux hommes sont généralement cités comme auteurs du Malleus:
- Henri Institoris (c. 1430 – 1505), le nom latinisé de Heinrich Kramer, moine dominicain originaire de Sélestat en Alsace, dans le Saint-Empire romain germanique (aujourd'hui dans le département du Bas-Rhin). Inquisiteur pontifical, il mène très tôt une chasse aux sorcières de l'Alsace à l'Autriche. En 1484, il fit l'une des premières tentatives pour poursuivre les sorcières présumées dans la région du Tyrol. Ce ne fut pas un succès : il fut expulsé de la ville d'Innsbruck et démis de ses fonctions inquisitoriales par l'évêque, qui le traite de "sénile et fou"[7].
- Jacques Sprenger (1436/1438 – 1495) était un moine dominicain qui travaillait comme inquisiteur extraordinaire pour les provinces de Mayence, Trèves et Cologne[8]. Plus tard, il fut élu supérieur provincial pour toute la province allemande. Il était très respecté et a reçu une lettre du Pape louant son enthousiasme et son énergie en 1495. Son nom a été ajouté comme auteur du livre en 1519[9]. Les historiens se demandent pourquoi puisque cet ajout a été fait 33 ans après la première impression du livre et 24 ans après la mort de Sprenger. De nombreux historiens modernes attribuent l'œuvre exclusivement à Institoris, affirmant que Sprenger a été indiqué faussement comme co-auteur[10]. Les raisons invoquées étaient que l'éditeur souhaitait renforcer l'autorité de son livre en ajoutant un coauteur respecté[11] et également accroître l'attrait commercial du livre.

Institoris (Kramer) fut le seul auteur à apparaître sur la couverture de la publication jusqu'en 1519, date à laquelle le nom de Sprenger fut ajouté (à cette date, les deux hommes étaient morts depuis longtemps). De plus, l'animosité entre les deux hommes est bien documentée. C'est pour ces raisons que le rôle de Spenger en tant que co-auteur du livre fait l'objet d'une controverse encore non résolue parmi les historiens.

## Contexte
Une grande partie des Européens du Moyen Âge et du début de l’ère moderne avaient déjà une longue tradition de pensée sur la sorcellerie, dont certaines étaient dérivées du folklore et des pratiques chamaniques préchrétiennes. La perspective chrétienne sur les sorcières ou les sorciers a commencé avec les concepts d'hérésie et de pacte avec ou d'adoration du Diable.
La lutte contre les pratiques dites de sorcellerie (qui touchent surtout les campagnes) n'est pas une priorité pour l'Église romaine jusqu'à la fin du XVe siècle. Les érudits et les théologiens étaient souvent assez sceptiques ou mesurés dans leur vision de la sorcellerie – ils avaient tendance à être sceptique ou à minimiser le pouvoir de la sorcellerie,. En ce qui concerne la démonologie, on peut noter par exemple que le pouvoir des démons de causer des catastrophes naturelles est une idée déclarée fausse dès le premier concile de Braga vers 561 (canon 8). L'opinion exprimée dans le Canon Episcopi du Xe siècle était que le sabbat des sorcières était une invention (une opinion contredite dans le Malleus). La sorcellerie était davantage associée au péché plus prosaïque de l'hérésie qu'aux pouvoirs surnaturels (bien que l'hérésie puisse encore être punie par la mort). Les pratiquants de la sorcellerie étaient plutôt des hérétiques trompés par le Diable qui leur faisait croire qu'ils manifestaient des pouvoirs arcaniques. En plus, à cette époque antérieure, l’hérésie et la sorcellerie n’étaient pas fortement associées aux femmes,.
Bien que les chasses aux sorcières aient eu lieu du XIVe au XVIIe siècle, la période entre 1570 et 1630 a été la phase la plus importante et la plus vicieuse (donc des décennies après la première publication du Malleus). Durant ces soixante années d'intense persécution, environ 80 pour cent des accusés étaient des femmes, considérées comme marginales par les normes en vigueur : pauvres, âgées, célibataires, veuves ou folles. Dans le même temps, la féodalité était en déclin et l’Église catholique se remettait du choc de la Réforme. Ce ciblage des femmes n’était cependant pas une règle absolue. Par exemple, une étude de 1976 sur les procès dans 3 diocèses du Jura (Lausanne, Genève et Sion) a montré que plus d'hommes que de femmes étaient poursuivis. Cela montre que, bien que les poursuites contre les sorcières soient un phénomène à l'échelle européenne, il existe d'importantes variations régionales et locales,.
Institoris était une figure controversée mais éminente de la période précédant de plusieurs décennies la virulente chasse aux sorcières des XVIe et XVIIe siècles. Institoris lui-même n'a pas réussi au départ dans ses tentatives de chasse aux sorcières. L’une de ses premières tentatives de poursuites contre des présumées sorcières (Helena Scheuberin et 6 autres accusées à Innsbruck en 1485) a lamentablement échoué. Le Malleus était sa manière de se remettre de cette défaite. Dans ce livre, il a dépeint la menace croissante de la sorcellerie pour le christianisme et se positionnait, ainsi que les autres religieux, comme des boucliers contre les manigances de Satan.

## Résumé de l'ouvrage

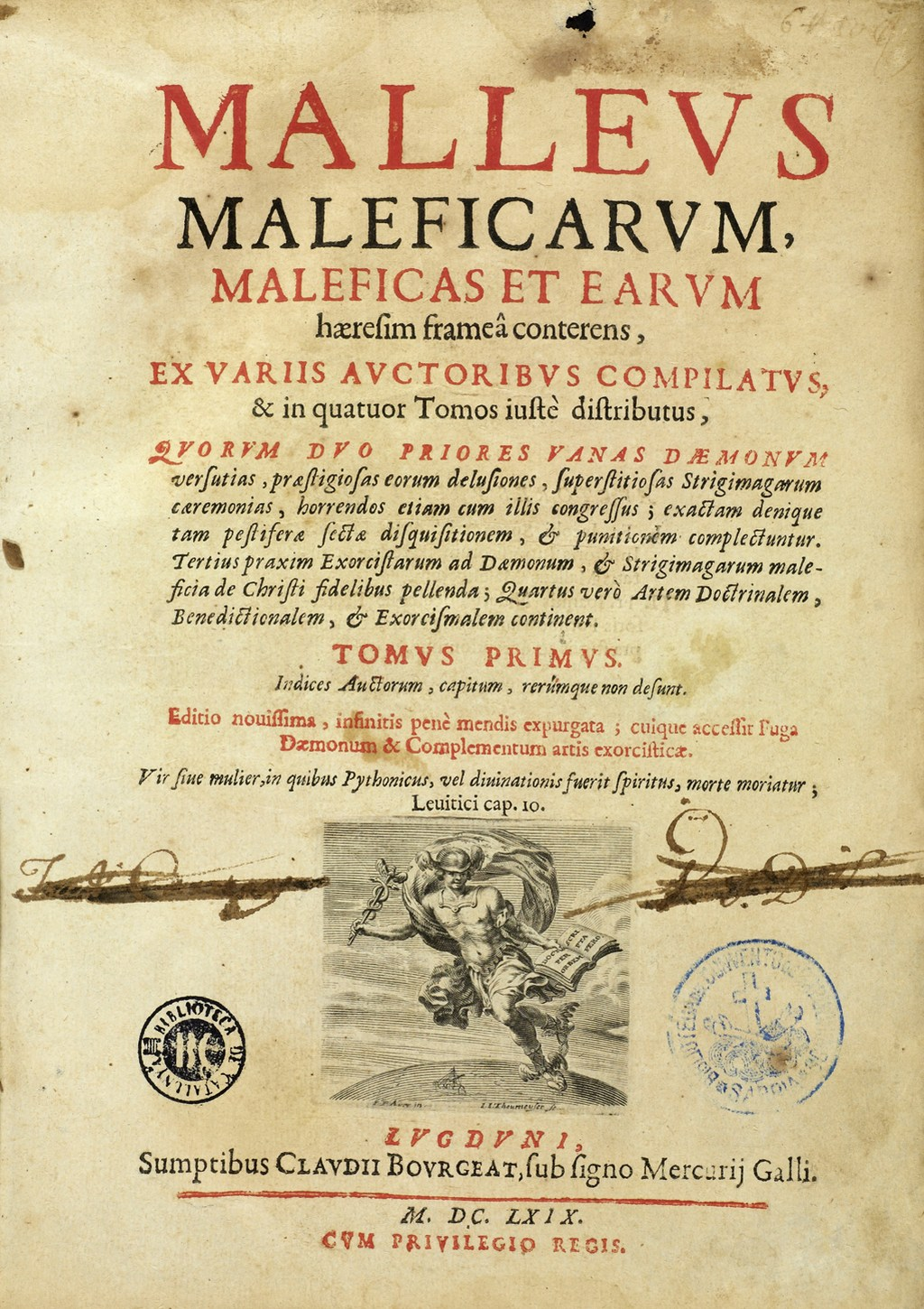
Malleus Maleficarum, Lyon, 1669.

Le livre a été écrit comme un manuel pour aider les autres inquisiteurs dans leur travail. Il s’agit pour la majeure partie du texte d’une codification de croyances préexistantes, souvent tirées de textes plus anciens comme le Directorium Inquisitorum de Nicolas Eymerich (1376), et le Formicarius de Johannes Nider (1435). Néanmoins, le Malleus place la sorcellerie au centre des malheurs qui tourmentaient la chrétienté à cette époque.
De nombreux historiens modernes notent la « logique alambiquée » que le ou les auteurs ont souvent employée dans le Malleus. Des sujets sont souvent évoqués puis abandonnés au profit d'autres sujets plus intéressants.
Le plus choquant pour les sensibilités modernes fut l'insistance du Malleus sur l’affirmation que la sorcellerie était une activité majoritairement féminine. Cela serait dû à l'appétit sexuel vorace des femmes, à leur faiblesse mentale et à leur susceptibilité à la manipulation.
Le Malleus a également plaidé en faveur de la compétence à la fois des tribunaux ecclésiastiques et civils pour traduire les accusés en justice car l'hérésie était clairement contraire au droit canonique, mais pouvait également impliquer des accusations de meurtre, de blessures ou de dommages matériels.

### Table de matières
Le Malleus Maleficarum se compose des parties suivantes,.
- Justification (en latin, Apologia Auctoris): cette introduction quelque peu apocalyptique explique que la sorcellerie fait partie de l'assaut final de Satan au ' soir du monde '.
- Bulle papale: reproduction de la bulle papale de 1484, Summis desiderantes affectibus. Le pape Innocent VIII y reconnaît que les sorcières sont réelles et nuisibles en tant qu'instruments de Satan. La bulle papale a précédé le livre de 2 ou 3 ans et ne peut donc pas être lue comme une approbation du livre, bien qu'il ait affirmé l'existence des sorcières et ratifié les positions de Institoris et Sprenger en tant qu'inquisiteurs[15].
- Approbation par les professeurs de théologie de l'Université de Cologne: Cette section présente ce que le livre prétend être l'approbation unanime de tous les docteurs de la Faculté de théologie de l'Université de Cologne. Cette affirmation n'est pas unanimement considérée comme vraie par de nombreux historiens modernes, puisque des documents montrent que la faculté de Cologne a condamné le Malleus.
- Table des matières
- Texte principal: Le texte principal du Malleus est divisé en trois parties, chacune abordant le thème de la sorcellerie d'une manière différente. La première partie présente des arguments théoriques et théologiques pour la réalité de la sorcellerie, tandis que la deuxième partie décrit en détail les œuvres de sorcellerie et leurs remèdes. La troisième partie décrit les procédures judiciaires recommandées contre les sorcières[19],[20].

### Texte principal

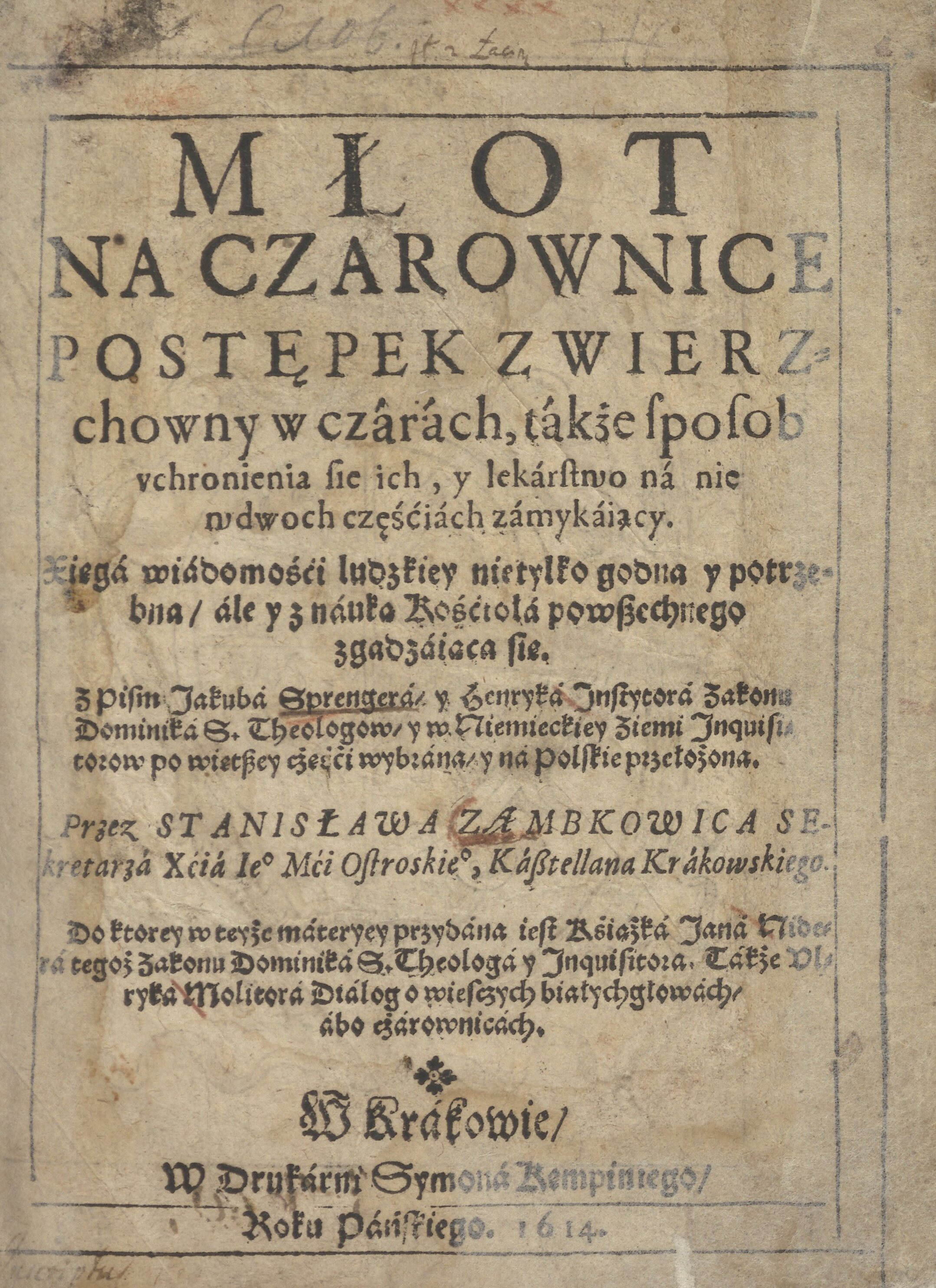
Version en langue polonaise du Malleus Maleficarum, 1614.

La première partie du livre traite de la nature de la sorcellerie. Une bonne partie de cette section affirme que les femmes, à cause de leur faiblesse et de l’infériorité de leur intelligence, seraient par nature prédisposées à céder aux tentations de Satan. Le titre du livre utilise le mot maleficarum, qui est clairement au féminin (au masculin, ce serait maleficorum) et les auteurs affirment que le mot femina (femme) dérive de fe + minus (foi mineure), étymologie évidemment erronée. Le manuel soutient que certains des actes confessés par les sorcières, comme le fait de se transformer en animaux ou en monstres, ne sont qu’illusions suscitées par le Diable, tandis que d’autres actions comme celles consistant à voler au sabbat, provoquer des tempêtes ou détruire les récoltes sont réellement possibles. Les auteurs insistent en outre de façon morbide sur l’aspect licencieux des rapports sexuels que les sorcières auraient avec les démons.
La seconde partie explique comment procéder à la capture, instruire le procès, organiser la détention et l’élimination des sorcières. Cette partie traite aussi de la confiance qu’on peut accorder ou non aux déclarations des témoins, dont les accusations sont souvent proférées par envie ou désir de vengeance ; les auteurs affirment toutefois que les indiscrétions et la rumeur publique sont suffisantes pour conduire une personne devant les tribunaux et qu’une défense trop véhémente d’un avocat prouve que celui-ci est ensorcelé. Le manuel donne des indications sur la manière d’éviter aux autorités d’être sujettes à la sorcellerie et rassurent le lecteur sur le fait que les juges, en tant que représentants de Dieu, sont immunisés contre le pouvoir des sorcières. Une grande partie est consacrée à l’illustration des signes, dont la glossolalie, la voyance et la psychokinèse et les « marques du diable » (pattes de crapaud au blanc de l'œil, taches sur la peau, zones insensibles, maigreur…).
La troisième section est la partie juridique du Malleus Maleficarum qui décrit comment poursuivre une sorcière. Les arguments sont clairement présentés pour les magistrats non professionnels qui poursuivent les sorcières. La section propose un guide étape par étape sur la conduite d'un procès pour sorcières, depuis la méthode de lancement du processus et de rassemblement des accusations, jusqu'à l'interrogatoire (y compris la torture) des témoins et l'accusation formelle de l'accusé. Les femmes qui ne pleuraient pas lors de leur procès étaient automatiquement considérées comme des sorcières. Le livre contient des discussions détaillées sur les techniques d’extorsion des confessions, sur les preuves (notamment la pesée et l'ordalie par l'eau glacée) et sur la pratique de la torture durant les interrogatoires : il est en particulier recommandé d’utiliser le fer rougi au feu pour le rasage du corps en son entier des accusées, afin de trouver la fameuse « marque du Diable », qui prouverait leur supposée culpabilité.

## Impact du livre
L'arrivée de l'imprimerie en Europe et l'apport, par Gutenberg de la presse à cette technique, permit de diffuser le manuel à grande échelle pour l'époque. L'ouvrage a été publié pour la première fois par Peter Drach en 1487 à Speyer (Spire en Rhénanie-Palatinat) et fut réédité de nombreuses fois. La dernière édition date de 1669 et fut imprimée à Lyon. Il fut largement utilisé en Europe occidentale, malgré son interdiction en 1490, peu après sa publication, par l'Église catholique. Les procureurs à la fois catholiques et protestants utilisaient le Malleus. Il fut lu par des dessinateurs et graveurs comme Hans Baldung Grien dont l'œuvre graphique et picturale comprend plusieurs représentations de sorcières ou d'ensorcèlement,.
Les historiens modernes ont tendance à minimiser l’importance du Malleus en tant que catalyseur de la chasse aux sorcières virulente qui a commencé au milieu du XVIe siècle,,. Une historienne, dans une histographie des études de l'œuvre, exhorte ses collègues à "reconsidérer l'importance de Malleus Maleficarum — largement infondée". La tendance est désormais d’attribuer cette chasse aux sorcières à des phénomènes plus vastes tels que la Réforme protestante, l’avènement de la syphilis sur le continent, et la fin de la féodalité.

## Critique moderne
Une analyse moderne du traité déclare qu'il « rivalise avec Mein Kampf comme l'un des livres les plus infâmes et les plus méprisés ».
Une autre critique positionne le Malleus comme une œuvre phare dans ce qui allait devenir un nouveau genre littéraire de divertissement en plein essor dans la dernière moitié du XVIe siècle dans le domaine de la démonologie. En effet, en plus d'être utilisé par les procureurs des sorcières, le Malleus (qui regorgeait de contenu salace, d'histoires d'horreur et même de blagues grivoises) était lu comme un passe-temps de loisir par des laïcs instruits, un peu comme les gens modernes liraient des histoires d'horreur ou de la pornographie.

#### Éditions et traduction de l'ouvrage
- Henri Institoris et Jacques Sprenger (trad. de Jules Michelet), Le Marteau des sorcières, Paris, Flammarion, 1893-1898 (lire en ligne).
- Henri Institoris et Jacques Sprenger, Le Marteau des sorcières (Malleus Maleficarum), traduction d'Amand Danet, Grenoble, Éditions Jérôme Millon, 1990 (compte-rendu dans Annales. Économies, Sociétés, Civilisations, 1991, volume 46, no 6, p. 1294-1295.)
- Henri Institoris et Jacques Sprenger, Le Marteau des sorcières, Jérôme Millon, 1993 (traduction d'Amand Danet, préface de Robert Mandrou)  (ISBN 2905614412).
  - Réédition : Le Marteau des sorcières. Le bréviaire des inquisiteurs, Grenoble, Jérôme Millon, 2005  (ISBN 2841371778)

#### Livres et articles sur leMalleus
- (en) Hans Peter Broedel, « To Preserve the Manly Form from so Vile a Crime : Ecclesiastical Anti-Sodomitic Rhetoric and the Gendering of Witchcraft in the Malleus Maleficarum », Essays in Medieval Studies, West Virginia University Press, vol. 19,‎ 2002, p. 136-148 (ISSN 1538-4608, DOI 10.1353/ems.2003.0001).
- (en) Hans Peter Broedel, The Malleus Maleficarum and the Construction of Witchcraft : Theology and Popular Belief, Manchester / New York, Manchester University Press, coll. « Studies in early modern European history », 2003, 209 p. (ISBN 0-7190-6440-6 et 0-7190-6441-4, DOI 10.7765/9781526137814, présentation en ligne, lire en ligne).
- (en) William R. Newman, « Art, Nature, Alchemy, and Demons : The Case of the Malleus Maleficarum and its Medieval Sources », dans Bernadette Bensaude-Vincent et William R. Newman (dir.), The Artificial and the Natural : An Evolving Polarity, Cambridge, MIT Press, coll. « Dibner Institute studies in the history of science and technology », 2007, VI-331 p. (ISBN 9780262026208, DOI 10.7551/mitpress/7488.003.0005), p. 109-134.
- Christine Pigné, « Du De malo au Malleus Maleficarum : les conséquences de la démonologie thomiste sur le corps de la sorcière », Cahiers de recherches médiévales, no 13,‎ 2006, p. 195-220 (ISSN 2115-6360, lire en ligne).
- Carmen Rob-Santer, « Le Malleus Maleficarum à la lumière de l'historiographie : un Kulturkampf ? », Médiévales, Presses universitaires de Vincennes, no 44,‎ printemps 2003, p. 155-172 (lire en ligne).
- (en) Moira Smith, « The Flying Phallus and the Laughing Inquisitor : Ecclesiastical Penis Theft in the Malleus Maleficarum », Journal of Folklore Research, Indiana University Press, vol. 39, no 1,‎ janvier-avril 2002, p. 85-117 (ISSN 0737-7037, e-ISSN 1543-0413, JSTOR 3814832).
- Ludwig Fineltain, « La naissance de la psychiatrie à la faveur des procès de sorcellerie et de possession diabolique », Bulletin de psychiatrie, no 7.1,‎ août 1999 (lire en ligne).